# غابرييل رابيل
غابرييل رابيل (بالألمانية: Gabriele Rabel)‏ (و. 1880 – 1963 م) هي فيزيائية، وعالمة نبات من النمسا .
توفيت عن عمر يناهز 83 عاماً.

## التعليم
تعلمت في جامعة فيينا